# Naix-aux-Forges
Naix-aux-Forges település Franciaországban, Meuse megyében. Lakosainak száma 195 fő (2022. január 1.). Naix-aux-Forges Boviolles, Hévilliers, Menaucourt, Chanteraine, Nantois, Saint-Amand-sur-Ornain és Tréveray községekkel határos.

## Népesség
A település népességének változása:
| Lakosok száma | 254  | 206  | 200  | 204  | 202  | 210  | 221  | 225  | 227  | 195  |
|               | 1968 | 1982 | 1990 | 2006 | 2013 | 2015 | 2017 | 2019 | 2020 | 2022 |